# Megachile pseudanthidioides
Megachile pseudanthidioides là một loài Hymenoptera trong họ Megachilidae. Loài này được Moure mô tả khoa học năm 1943.